# Marina Lóbach
Marina Vikentievna Lóbach -en ruso, Марина Викентьевна Лобач- (Smolevicki, Bielorrusia, 26 de junio de 1970) es una ex-gimnasta bielorrusa que compitió representando a la Unión Soviética y que fue campeona olímpica de gimnasia rítmica en los Juegos de Seúl 1988.

## Biografía
Marina comenzó a hacer gimnasia rítmica en 1977, cuando solo tenía 7 años. Se dio conocer en 1985 cuando fue 7ª en el concurso general de los Campeonatos Mundiales de Valladolid, en una competición dominada por las búlgaras que ganaron las tres medallas en juego. En las finales por aparatos, Lobatch ganó la medalla de plata en la final de cuerda. En los Mundiales de Varna de 1987 se quedó a las puertas del podio en el concurso general con la 4ª plaza, por detrás de las tres representantes búlgaras, aunque ganó tres medallas por aparatos: un oro en aro y dos bronces en cuerda y mazas.
A principios de 1988 volvió a ser 4ª en los Campeonatos de Europa de Helsinki. Ganó el oro en cuerda y en cinta, y el bronce en mazas. Sin embargo, ese año conseguiría el éxito más importante de su carrera en los Juegos Olímpicos de Seúl 1988, cuando ganó la medalla de oro individual obteniendo un 10 en cada uno de los seis ejercicios que realizó. En 2ª posición quedó la búlgara Adriana Dounavska y 3ª la soviética Alexandra Timoshenko. Lóbach se retiró en 1989, cuando tenía 19 años de edad.

### Retirada de la gimnasia
Entre 1993 y 1994 estuvo viviendo en Lamezia Terme, Italia, donde entrenó en un club de esa localidad, el Club Gascal. En 1998 regresó a Italia invitada por el Gascal Club y estuvo allí varias semanas con su familia. Actualmente vive en Minsk, Bielorrusia, con su marido Dmitry Bogdanov y sus dos hijos. Es entrenadora y trabaja para la Federación Bielorrusa de Gimnasia.
Marina Lóbach está considerada una de las mejores gimnastas de la historia, por su dominio del ballet, su expresividad y la dificultad de sus ejercicios.